# 富爾頓縣 (紐約州)
富爾頓縣（英語：Fulton County）是美國紐約州中部的一個縣。面積1,380平方公里。根據美國2000年人口普查，共有人口55,073。縣治約翰鎮市 (City of Johnstown)。
成立於1838年。縣名紀念蒸汽船發明者羅伯特·富爾頓。